# Osmoderma caeleste
Osmoderma caeleste är en skalbaggsart som beskrevs av Gusakov 2002. Osmoderma caeleste ingår i släktet Osmoderma och familjen Cetoniidae. Inga underarter finns listade i Catalogue of Life.